# Кипсиро, Мозес
Мозес Ндиема Кипсиро — угандийский бегун на длинные дистанции, который специализируется в беге на 5000 метров. Бронзовый призёр чемпионата мира 2007 года. Двукратный чемпион Всеафриканских игр в 2007 и 2011 годах. Серебряный призёр чемпионата мира по кроссу 2009 года в личном первенстве. На Олимпиаде в Пекине занял 4-е место с результатом 13.10,56. Серебряный призёр чемпионата Африки 2010 года на дистанции 10 000 метров. Бронзовый призёр чемпионата мира по кроссу 2011 года в командном первенстве. На олимпийских играх 2012 года занял 15-е место на дистанции 5000 метров и 10-е место на дистанции 10 000 метров.
В настоящее время владеет рекордами Уганды на дистанциях 3000 метров, 5000 метров и в беге на 10 километров по шоссе, а также в беге на 2 мили в помещении.
Личный рекорд на дистанции 5000 метров — 12.50,72.
Победитель пробега Great Manchester Run 2013 года с результатом 27.52.